# Malcolm Muggeridge

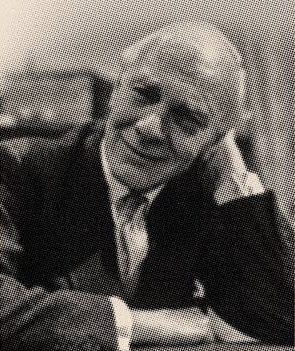
Malcolm Muggeridge

Malcolm Muggeridge (* 24. März 1903 in Sanderstead bei London; † 14. November 1990 in Robertsbridge, East Sussex) war ein britischer Journalist. Er wurde bekannt durch seine Berichte über die Hungersnot in der Ukraine von 1933 und gilt als der journalistische Entdecker von Mutter Teresa.

## Leben
Muggeridge wurde geboren als einer von fünf Söhnen von Anne Booler und Henry Thomas Muggeridge (H.T.M.), einem bekannten Südlondoner Politiker der Labour Party. Muggeridge wuchs in Croydon auf, absolvierte die Selhurst Grammar School und das Selwyn College in Cambridge und ging in der Folge als Lehrer nach Britisch-Indien und später nach Ägypten. Hier begann er seine journalistische Karriere und schrieb unter anderem für den Manchester Guardian, Calcutta Statesman, Evening Standard, Daily Telegraph.
1927 heiratete er Katherine "Kitty" Dobbs (1903–1994), eine Nichte von Beatrice Webb (1858–1943).
Der in eine der Arbeiterbewegung verpflichtete Familie geborene Muggeridge fühlte sich ebenso wie seine Frau Kitty anfangs vom Experiment des Sowjetkommunismus angezogen.  1932 reiste er erstmals nach Moskau, als Vertreter des dortigen Korrespondenten des Manchester Guardian. Bald nach seiner Ankunft in der Sowjetunion wurde er aber desillusioniert. In der Folge fuhr er ohne Bewilligung der sowjetischen Behörden in die Ukraine und den Kaukasus und deckte die dort herrschende Hungersnot (heute meist Holodomor genannt) auf. Muggeridges anonym erschienene Berichte im Guardian, ergänzt durch die namentlich gezeichneten von Gareth Jones (1905–1935), alarmierten die Weltöffentlichkeit über die Katastrophe – der sowjetfreundliche Korrespondent der New York Times Walter Duranty widersprach ihnen und verharmloste die Zustände im Stalinismus. (Darüber, ob der Pulitzer-Preisträger Duranty damit bewusst die Unwahrheit verbreitete, wie ihm Muggeridge später öffentlich vorwarf, wird noch heute eine Debatte geführt.) Muggeridge veröffentlichte im Jahr 1934 den Roman Winter in Moscow.
Während des Zweiten Weltkriegs war Muggeridge für den britischen Geheimdienst SOE (Field Security Police) tätig, unter anderem in Brüssel, Lourenco Marques (in Mosambik) und Paris.
Nach 1945 arbeitete Muggeridge für verschiedene Zeitschriften und Zeitungen; unter anderem war er 1953 bis 1957 Herausgeber des britischen Satiremagazins Punch. Ein Artikel Muggeridges für die Saturday Evening News, der die Sinnhaftigkeit der britischen Monarchie in Frage stellte, wurde 1957 zum Skandal, was sich mittelfristig allerdings für den Autor als karriereförderlich herausstellte. In den 1960er Jahren wurde Muggeridge nämlich als scharfzüngiger Radio- und Fernsehinterviewer eine bekannte britische Medienpersönlichkeit.
In den 1960er Jahren hat sich Muggeridge, zuvor eher Agnostiker, mehr und mehr dem Christentum zugewandt und wurde 1982 schließlich Katholik, weil er in der Römisch-katholischen Kirche seine moralischen Positionen stärker vertreten fand.
1968 interviewte Muggeridge erstmals Mutter Teresa in London. In der Folge drehte er eine TV-Dokumentation über sie und schrieb den Bestseller Something Beautiful for God über ihre karitative Tätigkeit in Kalkutta.
1969 publizierte Muggeridge Jesus Rediscovered und wandte sich immer mehr religiösen Themen zu. Sein letztes Buch Conversion (publiziert 1988) beschreibt seinen Lebensweg als spirituelle Reise durch das 20. Jahrhundert.
David Winter, Dekan des Wheaton College, resümierte, der wahre Wert von Muggeridges Nachlass im Wheaton College liege darin, dass er "die Stimme eines Meisters der englischen Sprache bewahrt - und eine christliche Stimme, die umso glänzender spricht, als sie aus einem Samen voller Zweifel, Zynismus und Selbstdarstellung geboren wurde".

## Weiteres
Muggeridge lieferte sich 1979 ein Rededuell mit Mitgliedern der Komikergruppe Monty Python über deren Filmklassiker Das Leben des Brian. Muggeridge hatte John Cleese und Michael Palin vorgeworfen, Gotteslästerung betrieben zu haben. Dieses Interview wurde in den Film Holy Flying Circus aufgenommen bzw. nachgespielt. Muggeridge wurde darin von Michael Cochrane gespielt.

## Schriften (Auswahl)

### Erstausgaben
- Winter in Moscow. 1934.
- Jesus rediscovered. 1969.
- Jesus; The Man Who Lives. 1976.
- Chronicles of Wasted Time; An Autobiography. 1972.
- Chronicles of Wasted Time II: The Infernal Grove. Collins, London 1973.

### Deutsche Ausgaben
- Gott ist mir auf den Fersen (Jesus rediscoverd). Aussat Verlag, 1973.
- Jesus, der Mann der lebt (Jesus: The Man Who lives). Johannes Verlag, 1980.